# Fiua
Fiua ist ein Dorf im Königreich Sigave, welches als Teil des französischen Überseegebiets Wallis und Futuna zu Frankreich gehört.

## Lage
Das Dorf liegt im Nordwesten der Insel Futuna, die zu den Horn-Inseln im Pazifischen Ozean gehört. Nördlich von Fiua befindet sich Toloke, im Süden schließt sich Vaisei an. Fiua liegt an nur einer Straße entlang der Küste der Insel, das Inselinnere ist nicht besiedelt.

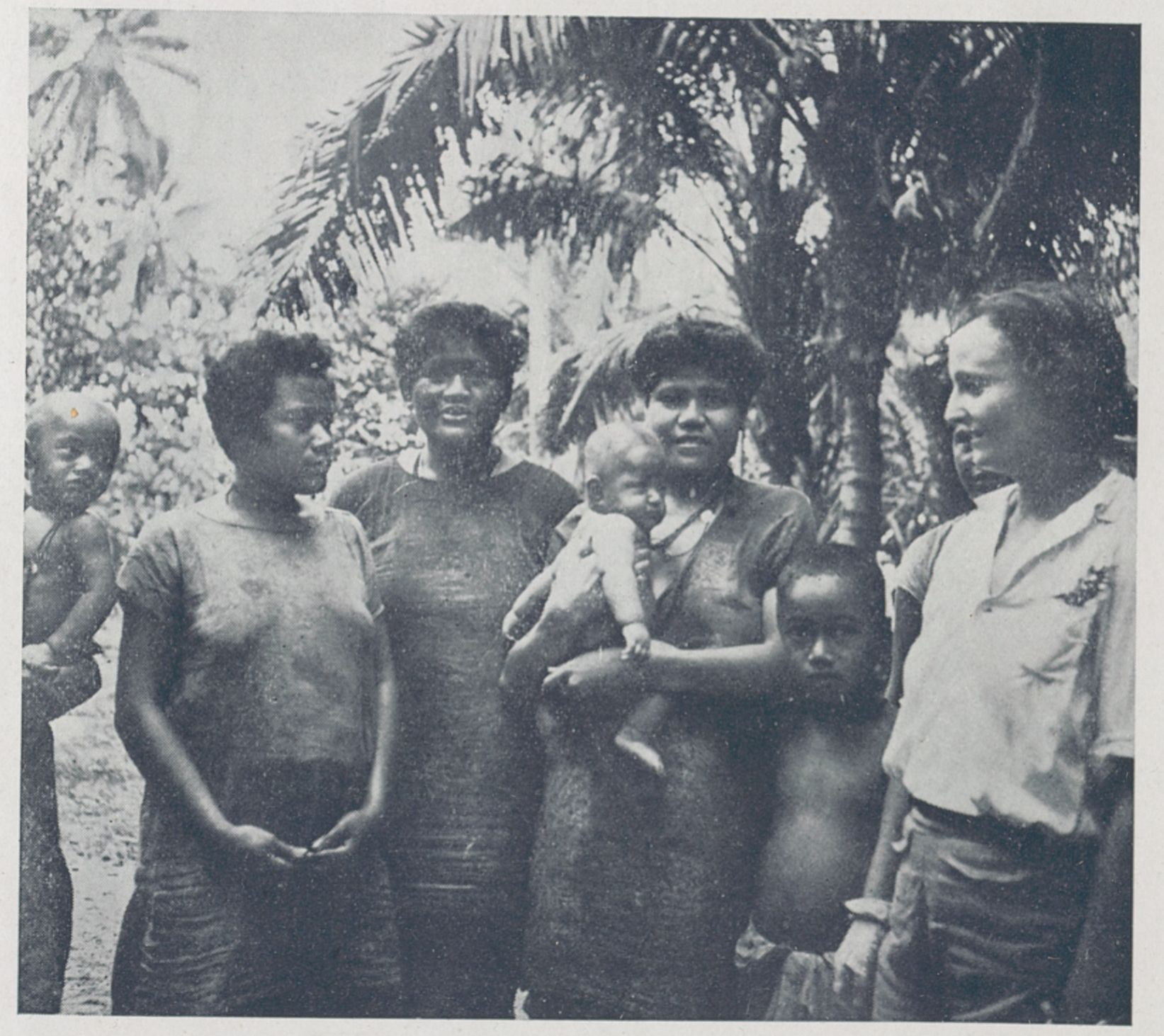
Frauen des Dorfes Fiua im Jahr 1937.